# 十種ヶ峰
十種ヶ峰（とくさがみね）は、山口県と島根県にまたがる標高989mの山。俗名は長門富士。

## 概要
独立峰であり、頂上からは360度の展望を楽しむことができるため、標高の高い山の少ない山口県において名峰として親しまれている。
嘉年側（オートキャンプ場・スキー場側）、徳佐側（福谷池経由）、神角（こうづの）側の3つの登山口がある。
なお、十種ヶ峰の地下には青野山火山群系とみられる潜在溶岩ドームが存在するとみられており、十種ヶ峰
潜在溶岩ドームと呼ばれている。

## 山名の由来
御食主命が十種神宝を当山に埋めたという伝説から、十種（徳佐）になったという説がある。

## 自然

### 植物
山頂近くは樹木があまり見当たらず、チマキザサで覆われている。

## テレビ送信所
- 中継局の名称についてはNHK・民放共に「阿東嘉年」である。
- 置局住所は、「山口県山口市阿東嘉年下字岡ノ原東側1520-1」。
- 全局水平偏波で送信されている。一方、阿東中継局はエリア内に山間（高原）地域が多いためUV共に垂直偏波で送信されている。
- 阿東徳佐の一部地域（島根県境寄り）では、水平にアンテナを島根県津和野町中座の大陰山方向に向けている世帯が目立っていた。一方、西地山から出される地元山口県を放送対象地域とする放送局の番組が受信しにくい地域も同様に少なくなかったため、1985年ごろに当位置に置局された。
- 島根県側に電波が漏れないように中腹に設置されている。

- 視聴可能エリアは山口市阿東地区（徳佐地区と嘉年地区）と萩市むつみ地区、鹿足郡津和野町の各一部。詳細はエリア図を参照。

### 地上デジタルテレビ放送
| リモコンキーID | 放送局名        | 物理チャンネル | 空中線電力 | ERP   | 放送対象地域 | 放送区域内世帯数 | 開局年月日    |
| -------------- | --------------- | -------------- | ---------- | ----- | ------------ | ---------------- | ------------- |
| 1              | NHK山口総合     | 34ch           | 3W         | 19W   | 山口県       | 約250世帯        | 2007年7月11日 |
| 2              | NHK山口教育     | 32ch           | 3W         | 19W   | 全国         | 約250世帯        | 2007年7月11日 |
| 3              | tysテレビ山口   | 22ch           | 3W         | 19W   | 山口県       | 約250世帯        | 2007年7月11日 |
| 4              | KRY山口放送     | 30ch           | 3W         | 18.5W | 山口県       | 約250世帯        | 2007年7月11日 |
| 5              | yab山口朝日放送 | 23ch           | 3W         | 18.5W | 山口県       | 約250世帯        | 2007年7月11日 |

- 全局が中継局である。
- 2007年7月上旬に試験放送開始し、7月11日本放送開始。

### 地上アナログテレビ放送
| 放送局名        | チャンネル | 空中線電力        | 実効輻射電力      | 放送対象地域 | 放送区域内世帯数 | 開局年月日    | 閉局年月日    |
| --------------- | ---------- | ----------------- | ----------------- | ------------ | ---------------- | ------------- | ------------- |
| NHK山口教育     | 45ch       | 映像30W /音声7.5W | 映像185W /音声46W | 全国         | 不明             | 不明          | 2011年7月24日 |
| NHK山口総合     | 48ch       | 映像30W /音声7.5W | 映像185W /音声46W | 山口県       | 不明             | 不明          | 2011年7月24日 |
| KRY山口放送     | 50ch-      | 映像30W /音声7.5W | 映像190W /音声47W | 山口県       | 不明             | 不明          | 2011年7月24日 |
| tysテレビ山口   | 52ch-      | 映像30W /音声7.5W | 映像175W /音声44W | 山口県       | 不明             | 不明          | 2011年7月24日 |
| yab山口朝日放送 | 24ch-      | 映像30W /音声7.5W | 映像195W /音声48W | 山口県       | 不明             | 1993年10月1日 | 2011年7月24日 |

- 全局中継局である。
- KRYの開局年月日は、1968年9月20日である。
- TYSの開局年月日は、1978年9月7日である。

## アクセス
- 嘉年側（オートキャンプ場・スキー場側）：阿東生活バス（徳佐嘉年線）の「市場下周辺のバス停」で下車。また、8合目まで車道があり、登山口に駐車場がある。そこから頂上までは約800m（徒歩20～30分）、オートキャンプ場・スキー場側の駐車場からゲレンデを少し登り林間の中を経由する登山道を通ると山頂までは約1時間 - 1時間30分。
- 徳佐側（福谷池経由）：JR徳佐駅で下車。徒歩約2時間。
- 神角側：阿東生活バス（徳佐嘉年線）の「神角バス停」で下車。車の場合は、国道315号から「十種ヶ峰登山口」の標識まで通行可能。

## 周辺
- 十種ヶ峰ウッドパーク（オートキャンプ場・スキー場）
- 山口県十種ヶ峰青少年野外活動センター